# Karangtalun (Kalidawir)
Karangtalun is een bestuurslaag in het regentschap Tulungagung van de provincie Oost-Java, Indonesië. Karangtalun telt 5566 inwoners (volkstelling 2010).